# Glaucina infumataria
Glaucina infumataria är en fjärilsart som beskrevs av Augustus Radcliffe Grote 1891. Glaucina infumataria ingår i släktet Glaucina och familjen mätare. Inga underarter finns listade i Catalogue of Life.